# Батырев, Яков Иванович
Я́ков Ива́нович Ба́тырев (21 марта 1910, станица Пресновская, Акмолинская область, Петропавловский уезд — 2 сентября 1989, Тольятти) — участник Великой Отечественной войны, полный кавалер ордена Славы.

## Биография
Родился в казачьей семье, русский. Получил начальное образование. Окончил курсы трактористов при Пресновской МТС и работал в колхозе трактористом.
В июле 1941 года призван в Красную Армию. Был зачислен рядовым стрелком в 1074-й стрелковый полк 314-й стрелковой дивизии, формировавшейся в городе Петропавловске (Казахская ССР). С августа 1941 на Ленинградском фронте, где получил боевое крещение в боях на реке Свирь. При прорыве блокады Ленинграда в начале 1943 года был ранен.
После госпиталя получил назначение в другую дивизию. После был ещё дважды ранен и каждый раз попадал по выписке в разные части под Ленинградом. С июня 1944 года служил сапёром 40-го отдельного сапёрного батальона 46-й стрелковой дивизии, с которой прошёл до конца войны.
В боях на Карельском перешейке 10-14 июня 1944 года Яков Батырёв обезвредил около 150 мин. Командир батальона писал в представлении к награде:
… Батырев при форсировании озера Кярстилясян-Ярви на Карельском перешейке под сильным огнём противника производил разведку удобных подступов и переправ. Когда озеро было форсировано, он, презирая смерть, проделал несколько проходов в минных полях и инженерных заграждениях
В составе дивизии участвовал в боях в Эстонии, Латвии, Восточной Пруссии, форсировал реку Нарев, став командиром отделения и дослужившись до старшего сержанта.
В ходе боёв 12-14 января 1945 года у города Гумбиннен (ныне Гусев Калининградской области РРФ) вместе с бойцами отделения Батырев обезвредил 318 мин и проделал проходы в проволочных заграждениях противника. Всего во время наступления от реки Нарев до устья Вислы Батырев лично обезвредил около тысячи противотанковых и противопехотных мин.
В ходе наступления 2-й ударной армии с плацдарма на западном берегу Одера 28 апреля 1945 года Батырев отличился в боях в городе Анклам, где противник успел взорвать один пролёт моста через реку Пене. Наступление было приостановлено, но старший сержант Батырев и рядовой Ярчевский под огнём противника пробрались к реке, и обезвредили фугасы, которыми противник пытался взорвать мост целиком.

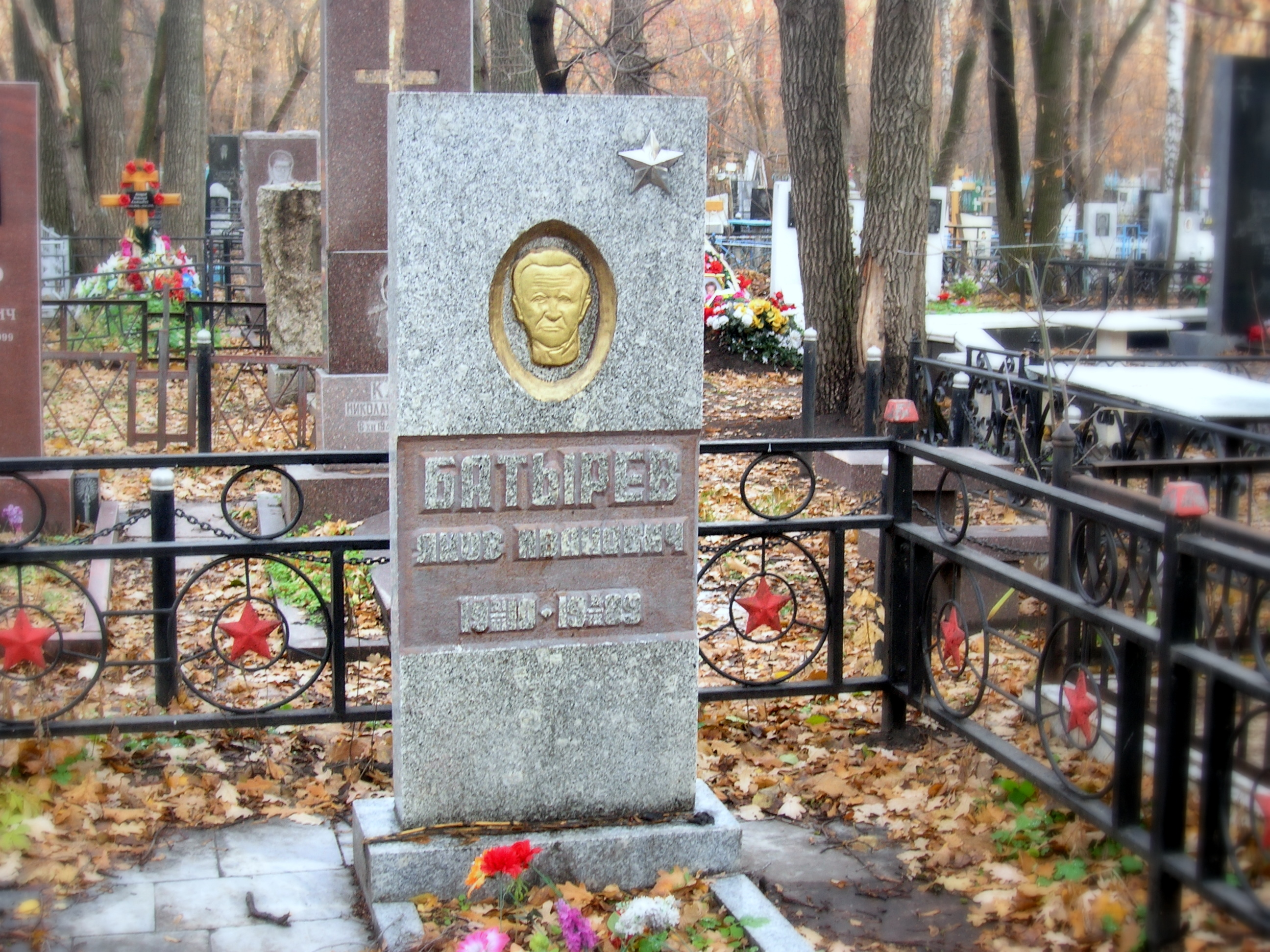
Могила Якова Батырева на Баныкинском кладбище

После окончания войны в 1945 году был демобилизован, вернулся на родину, где работал в конторе «Заготживсырье». В 1949 году стал членом КПСС.
Позднее переехал в Тольятти, где работал слесарем по ремонту автомобилей автотранспортного управления треста «Куйбышевгидрострой».
Умер в 1989 году, похоронен на Баныкинском кладбище Тольятти.

## Награды
- Орден Отечественной войны 1-й степени;
- Орден Славы 3-й степени (№ 305108) — 22 ноября 1944 года;
- Орден Славы 2-й степени (№ 10859) — 3 февраля 1945 года;
- Орден Славы 1-й степени (№ 359) — 29 июня 1945 года;
- медали